# Coleophora pseudociconiella
Coleophora pseudociconiella é uma espécie de mariposa do gênero Coleophora pertencente à família Coleophoridae.